# Exocentrus vaneyeni
Exocentrus vaneyeni là một loài bọ cánh cứng trong họ Cerambycidae.